# دلربا دلمراد
دلربا دلمراد (اویغوری: دیلره‌با دیلمۇرات؛ زادهٔ ۳ ژوئن ۱۹۹۲) هنرپیشهٔ اویغورتبار چینی است که در سال ۲۰۱۷ رتبه ۳۷ام و در سال ۲۰۱۹ رتبهٔ ۱۶ام از لیست «۱۰۰ فرد سرشناس چینی مجلهٔ فوربس» (Forbes China Celebrity 100) را کسب نمود.
او در سال ۲۰۱۷ در فیلم نامیا و سریال زن پادشاه و نجوای ابی بازی کرده‌است. اودر سال ۲۰۲۱ در سریال تو افتخار منی و پرنسس چانگ en:The Long Ballad بازی کرده. و در سال ۲۰۲۱ نامزد جایزه بهترین بازیگر (نقش پرنسس چانگ) در جشنواره بین‌المللی سئول کره شد.